# Den intertropiske konvergenszone
 Denne artikel bør gennemlæses af en person med fagkendskab for at sikre den faglige korrekthed.

Den intertropiske konvergenszone, Kalmebæltet eller ITK-zone eller ITCZ (engelsk forkortelse for InterTropical Convergence Zone), er et lavtryksbælte, som omkranser Jorden ved Ækvator. Som navnet antyder, bliver den dannet ved at varm, fugtig luft fra breddegraderne over og under Ækvator konvergerer (mødes).
Konvergenszonen dækker et område rundt om Jorden fra ca. 17 grader nordlig breddegrad (vandret ring nord for Ækvator) til ca. 17 grader sydlig breddegrad (syd for Ækvator).  Her regner det fra svagt til meget – og det er også her i dette bælte, der findes regnskove.
Luft trækkes ind i området på grund af Hadley-celler, en mesoklimatisk atmosfærisk egenskab, som er del af planeternes distributionssystem for varme og fugtighed. Den konvektive effekt betyder, at der dannes  tordenvejr. I konvergenszonen er der derfor nedbør i mere end 200 dage om året.
Konvergenszonens placering varierer over tid, da den flytter sig frem og tilbage over Ækvator, alt efter hvor solen er i zenit. Den har også en daglig cyklus, hvor cumulusskyer udvikler sig ved middagstid og bliver til tordenskyer fra midten til slutningen af eftermiddagen.
Variationen i konvergenszonens placering har stor effekt på nedbøren i store områder omkring Ækvator, hvilket resulterer i våde og tørre årstider i stedet for varme og kolde, som er vanligt på breddegrader længere fra Ækvator. Langtidsændringer af konvergenszonens placering kan føre til alvorlig tørke eller oversvømmelse i nærliggende områder.
På grund af Hadley-cellernes styrke på hver side, kan der ikke udvikles vejrsystemer, som er normale på højere breddegrader. Resultatet er, at det ikke udvikler vind. Horisontal bevægelse er bare et resultat af luft, som på grund af konvektion stiger op og bliver erstattet.
Tidlige sejlere kaldte dette rolige bælte for the doldrums (engelsk for at være nedstemt, dyster og deprimeret) på grund af manglen på vind. At befinde sig i denne region kunne betyde døden, hvis man var afhængig af vinden.

## Baggrund
Grunden til den megen regn er, at luften stiger til vejrs her pga. Solens kraftige opvarmning af Jorden, som så varmer luften op. Derfor stiger den til vejrs. Når luften stiger køles den af, og en stor del af vanddampen i den falder som regn.
Når luften er steget til vejrs, deles den nu tørre luft, som udgør antipassatvindene i 8–10 km højde, og herefter falder luften ned igen i to bælter på jorden, der kaldes for de subtropiske højtryksområder – det er her ørkenerne og Sahara er. På den nordlige halvkugle er det mellem 17 grader nordlig bredde til 35 grader nordlig og på den sydlige 17 grader sydlig bredde til 35 grader sydlig.
Så ørkenerne er ikke menneskeskabte, men naturskabte. Under den sidste istid for ca. 10.000 år siden og et stykke tid efter var Sahara grøn og frodig. Sahara blev ørken for ca. 5000 år siden. 